# Alan Taylor (regizor)
Alan Taylor (n. cca. 1959) este un regizor american de film și televiziune, scenarist și producător. Este fiul lui James J. Taylor și Mimi Cazort, iar sora sa este Anna Domino.
Este cel mai notabil pentru regizarea filmului Thor: Întunericul din 2013. De asemenea, este regizorul viitorului film Terminator: Genesis din 2015, al cincilea film al francizei Terminator. A mai regizat și alte producții cinematografie: Palookaville, The Emperor's New Clothes și Kill the Poor.
Taylor a  regizat numeroase programe de televiziune, mai ales pentru rețeaua HBO.